# 棕喉雀鹛
棕喉雀鹛（学名：Schoeniparus rufogularis），是画眉科的一种，分布于不丹、孟加拉国、老挝、中国大陆、越南、印度、泰国、缅甸和柬埔寨。该物种的保护状况被评为无危。
棕喉雀鹛的栖息地包括亚热带或热带的湿润低地林和亚热带或热带的（低地）干燥疏灌丛。该物种的模式产地在锡金。

## 亚种
- 棕喉雀鹛滇南亚种（学名：Schoeniparus rufogularis stevensi）。分布于老挝、越南以及中国大陆的云南等地。该物种的模式产地在越南北部。[3]